# 강창성
강창성(姜昌成, 1927년 9월 1일 ~ 2006년 2월 14일)은 대한민국의 군인 출신 정치인이다. 초대 해운항만청장을 역임했다. 육군사관학교 8기로 임관하여 6·25 전쟁에 참전하였다. 5·16 군사 정변 당시에는 참여하지 않았으나 이후 육군 제20사단 참모장, 중정 기조실장, 5사단장, 중정 차장보, 육군 보안사령부 사령관, 육군 제3관구사령부 사령관, 해운항만청 청장 등을 역임했다.

## 생애
1927년 9월 1일, 경기도 포천군에서 출생하였고 경성부에서 성장했다. 육군사관학교 8기생으로 입학하였으며, 1949년 5월 2일, 육사 8기 졸업과 동시에 육군 소위로 임관하였다. 임관하고 제병협동본부 보병학교(육군보병학교의 전신)에서 초군반 수료를 받자마자 6.25 전쟁이 나서 소대장, 중대장, 대대장 등으로 참전해 화랑무공훈장(2개)과 충무무공훈장(1개) 등의 훈장 3개를 수여받았다.
1957년 7월부터 이듬해 1958년 8월까지 육군대학에서 교육을 받고 수료하였다. 이후 해인대학교 법학과에 입학하여 1960년 2월 13일, 해인대 법학과에서 학사 학위를 취득하였다. 동기생 중 선두로 대령을 달았던 그는 육군 중령 시절(1961년), 5.16 군사정변에 참여하지 않았다. 1961년 6월 육군 제52연대장(육군 대령 진급), 1962년 육군 제20사단 참모장, 1963년 1월 육군본부 작전참모부 보병과 과장을 거쳐 해당 보직 재임 시절에 장군 진급(1964년 6월)하였으며 1964년 8월 육군 중앙정보학교 교장, 1965년 중앙정보부 기획관리조정실장 등을 지냈다. 물론 장군 시절의 소장(2성 장군) 진급(1968년 4월)도 동기생 중 제일 먼저 하였고 중앙정보학교장(1964년 8월) 등을 역임했다. 이후 소장으로 승진하여 육군 제5사단장(1968. 04), 육군본부 정보참모부 차장, 중앙정보부 보안차장보(1970.09)를 역임했다. 육군 보안사령관(1971.09), 1973년 8월 육군 제3관구사령부 사령관 등을 거치다가 1976년에 예편했다.
예편 후 1977년 12월 초대 해운항만청장으로 1980년 2월까지 재직하면서 한국해운발전의 초석을 놓기도 했다. 1973년 윤필용 사건의 수사를 담당하기도 해 군내 불법 사조직 하나회를 적발했다. 이로 인해 하나회 중심의 전두환이 1980년 3월 정권을 잡은 이후 80년 7월부터 2년 6개월간 삼청교육대를 갔다와서 투옥까지 되는 등의 광란의 구사일생이었다고 한다. 그뒤 정치 관련 활동을 금지받았었고 바로 일본 도쿄 대학교 대학원에 입학하여 군벌정치학을 전공한 이후 1987년 귀국하였다. 1987년 9월부터는 명지대 교수, 1988년 9월부터는 명지대학교 부설 일본문제연구소장, 1989년 6월부터는 외수 한일교류장학회 이사장을 역임했다.
1992년 민주당 국회의원으로 정치에 입문하여 민주당 총재 권한대행 등을 지냈고 1997년 민주당이 신한국당과 합당해 한나라당이 될 때 참여해서 2000년 재선한 뒤 총재 권한대행(한나라당 총재 직대)을 지냈다.

## 사후
2006년 2월 14일에 사망하였다. 이후 유족들은 국립묘지 안장을 주장하였으나 국가보훈처의 반대로 안장되지 못하였다. 경향신문은 도대체 5공 비리인사들은 묻힌 국립묘지에 신군부에 맞선 장군은 가지 못한다고 보훈처의 국립묘지 안장 거부를 비판하였다.
2022년 진실화해를위한과거사정리위원회 측에서 강창성 전직 국회의원 불법체포 사건을 조사하기로 결정하였다.

## 학력
- 1949년 5월 육군사관학교 8기 졸업
- 1950년 5월 제병합동본부 보병학교 초등군사반 졸업
- 1951년 5월 육군보병학교 고등군사반 졸업
- 1952년 5월 육군포병학교 고등군사반 졸업
- 1952년 9월 육군공병학교 고등군사반 졸업
- 1955년 2월 국민대학교 행정학과 학사
- 1958년 8월 대한민국 육군대학 졸업
- 1960년 2월 해인대학교 법학과 학사
- 1972년 8월 명지대학교 대학원 경영학과 경영학 석사
- 1987년 8월 도쿄 대학교 대학원 군사정치학과 정치학 박사

## 약력
- 1946년 혜화국교 교사
- 1948년 육사 입교
- 1949년 육군사관학교 8기로 졸업(1949년 5월 육군 소위 임관).
- 6.25 전쟁 당시 소대장, 중대장, 대대장으로 참전 활동
- 육군 제7훈련소 예하 대대장
- 육군 제8사단 예하 대대장
- 육군 제52연대장
- 육군 제3사단 제7연대장
- 육군 제20사단 참모장
- 육군 제5사단 참모장
- 육군본부 작전참모부 보병과 과장
- 1964년 중앙정보학교 교장
- 중앙정보부 기획관리조정실장
- 육군본부 정보참모부 차장
- 육군 제5사단장(육군 소장)
- 중앙정보부 차장보(육군 소장)
- 육군 보안사령관(육군 소장)
- 육군 제3관구사령관(육군 소장)
- 1976년 육군 소장 예편
- 1980년 2년 6개월간 투옥
- 1992년 민주당 국회의원
- 2000년 한나라당 국회의원

## 강창성을 연기한 배우들
- 조명남 - 1995년 (제4공화국) MBC 드라마
- 이도련 - 1995년 (코리아 게이트) SBS 드라마
- 최병학 - 1998년 (삼김시대) SBS 드라마
- 이영후 - 2005년 (제5공화국) MBC 드라마

## 역대 선거 결과
|  | 29.2% |

|  | 21.27% |

|  | 37.9% |

## 같이 보기
- 윤필용 사건
- 하나회
- 대한민국 제14대 국회의원 선거 민주당 후보 목록#전국구
- 대한민국 제16대 국회의원 선거 한나라당 후보 목록#비례대표